# Ирјани (Месина)
Ирјани је насеље у Италији у округу Месина, региону Сицилија.
Према процени из 2011. у насељу је живело 56 становника. Насеље се налази на надморској висини од 654 м.